# Petar Talovac
Petar Talovac, u izvorima i Perko (? – ?, 1453.), cetinski knez, hrvatski velikaš  i ban Hrvatske i Dalmacije (1438. – 1453.) iz velikaške obitelji Talovaca.
Bio je sin korčulanskog patricija Luke te je imao trojicu braće, Matka, Franka i Ivana. Braća su kao dubrovački građani dobili od kralja Žigmunda u posjed Topolovicu (tadašnji Tallowcz,  Tallocz), nedaleko od Virovitice, po kojem su prozvani Talovci ili Talovački.
Petar je obnašao službu upravitelja Zagrebačke biskupije, a potom bana Hrvatske i Dalmacije (1438. – 1453.). Pomagao je bratu Matku u borbi za baštinu Nelipčića te je dobio dio njihovih zemalja južno od Velebita. Istaknuo se u obrani južnih dijelova Hrvatsko-Ugarskoga Kraljevstva od presezanja Mlečana, bosanskih kraljeva,  vojvode Stjepana Vukčića Kosače i Osmanlija.
Umro je vjerojatno početkom 1453. godine ostavivši za sobom udovicu Jadvigu Gorjansku, kći kneza Ivana IV. Gorjanskog († 1428.), i dva maloljetna sina, Ivana II. i Stjepana.

## Vanjske poveznice
- Petar Talovac Hrvatska enciklopedija
- Talovci – Hrvatska enciklopedija
- Talovci Proleksis enciklopedija
- Rod Talovaca ili Talovačkih i njihova ostavština u Bjelovarsko-bilogorskoj županiji

| Prethodnik:            | Hrvatsko-dalmatinski ban (1438. - 1453.) | Nasljednik:      |
| Stjepan III. Frankapan | Hrvatsko-dalmatinski ban (1438. - 1453.) | Ladislav Hunjadi |